# Polarvirvel
En polarvirvel är ett lågtrycksområde som ligger nära någon av jordens poler. Det finns således två polarvirvlar i jordens atmosfär över Nordpolen respektive Sydpolen. Varje polarvirvel är en långvarig, storskalig, lågtryckszon som roterar moturs vid Nordpolen (s.k. cyklon), och medurs vid Sydpolen. Baserna hos de två polarvirvlarna är belägna i mellersta och övre troposfären och sträcker sig in i stratosfären. Under den ligger en stor massa av kall och kompakt arktisk luft.

## Historik
Polarvirveln beskrevs första gången 1853. Fenomenets plötsliga uppvärmning av stratosfären (SSW) utvecklas under vintern på norra halvklotet och upptäcktes 1952 genom observationer med radiosond på höjder högre än 20 km.
Fenomenet nämndes ofta i nyhets- och väderleksmedier under den kalla nordamerikanska vintern 2013-2014, vilket populärt gjorde polarvirveln till en förklaring till den mycket låga temperaturen.

## Beskrivning
Polära cykloner är lågtryckszoner inbäddade i polarluftmassor, och förekommer året runt. Stratosfärens polarvirvel utvecklas vid latituder ovanför den subtropiska jetströmmen. Horisontellt har de flesta polarvirvlarna en radie på mindre än 1000 kilometer. Eftersom polarvirvlar existerar från stratosfären ned mot mitten av troposfären, används en mängd olika höjd/trycknivåer för att ange dess position. 50 millibars tryck används oftast för att bestämma dess stratosfäriska plats. På nivån för tropopausen, kan omfattningen av slutna gränser för potentiell temperatur användas för att bestämma dess styrka. Andra har använt trycknivåer ner till 500 hPa (motsvarande  tryck vid ca 5 460 meter över havet under vintern) för att precisera polarvirveln. 

## Varaktighet och styrka

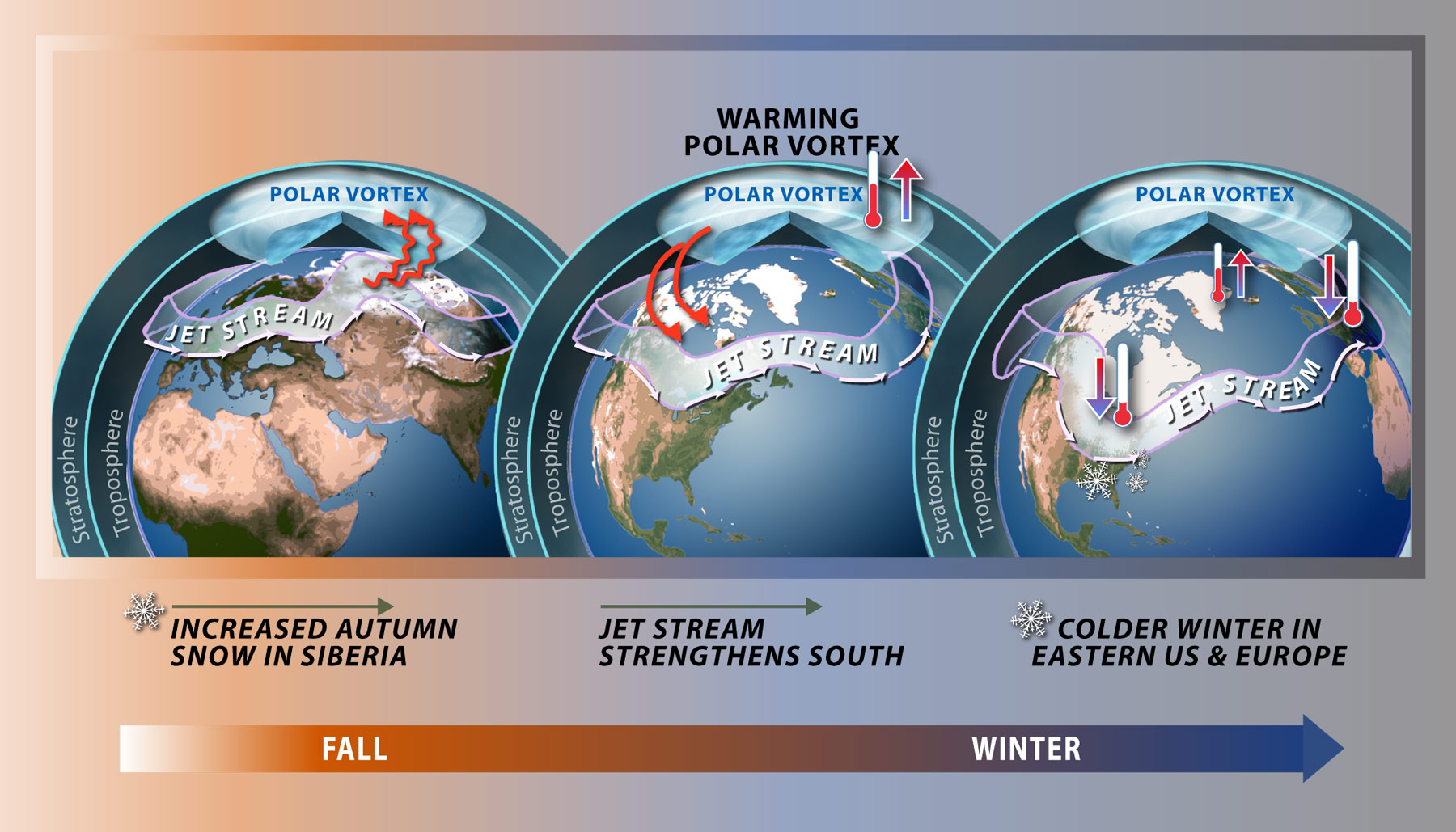
Polarvirvel och vädereffekter till följd av stratosfären uppvärmningen.

Polarvirvlar är svagast under sommaren och starkast under vintern. Tropiska cykloner som förflyttar sig till högre breddgrader när polarvirveln är svag kan störa den inre virveln och skapa mindre virvlar (kallkärndalar) inom polarluftmassan. Dessa enskilda virvlar kan kvarstå i mer än en månad.
Vulkanutbrott i tropikerna kan leda till en starkare polarvirvel under vintern så länge som två år senare. Styrkan och läget hos polarvirveln formar strömningsmönstret i ett brett område omkring den. Ett index som används för norra halvklotet till att mäta dess storlek är den arktiska oscillationen.
En studie år 2001 fann att cirkulationen i stratosfären kan medföra avvikande effekter på vädersystemen. Samma år fann forskarna en statistisk korrelation mellan svag polarvirvel och utbrott av sträng kyla på norra halvklotet. 
Den allmänna uppfattningen är att minskning av snötäcket och havsisen betyder mindre reflektion av solljus och därmed ökad avdunstning, vilket i sin tur förändrar polarvirvelns tryck- och temperaturgradient, som leder till att den försvagas eller kollapsar.